# Doni Tata Pradita
Doni Tata Pradita (Jakarta, 1990. január 12. –) indonéz motorversenyző, jelenleg a Supersport-világbajnokság tagja.
A Supersport előtt a MotoGP-ben szerepelt, ahol 2005-ben mutatkozott be. 2008-ban a negyedliteresek között szerepelt, ezzel az első indonéz versenyző lett ebben a géposztályban.
2009-ben az YZF Yamaha tagja a Supersport világbajnokságban.